# Kopergalliumchloride
Kopergalliumchloride CuGaCl4 is een kleurloze vaste stof met een smeltpunt van 238 °C. De stof heeft dezelfde structuur als  α-koperaluminiumchloride en is daarmee analoog aan ZnCl2 waar de helft van de zink(II) atomen vervangen zijn door koper(I) en de andere helft door gallium(III). De stof is sterk hygroscopisch en vormt een adduct met koolstofmonoxide.